# Šemyšejka
Šemyšejka (in russo Шемыше́йка?) è un insediamento di tipo urbano della Russia europea centrale, situato nell'oblast' di Penza; è il centro amministrativo del distretto Šemyšejskij.
Si trova sul fiume Uza, 45 km a sud-est di Penza.